# Leucania carnea
Leucania carnea là một loài bướm đêm trong họ Noctuidae.